# Tuklaty (przystanek kolejowy)
Tuklaty – przystanek kolejowy w miejscowości Tuklaty, w kraju środkowoczeskim, w Czechach. Znajduje się na wysokości 260 m n.p.m.
Jest zarządzany przez Správę železnic. Na przystanku istnieje możliwości zakupu biletu.

## Linie kolejowe
- 011 Praha - Kolín